# 小林牛乳
有限会社小林牛乳（こばやしぎゅうにゅう）は、北海道檜山郡江差町の乳製品メーカー。

## 概要
- 飲料用牛乳の製造、一般消費者への戸別宅配、近隣施設への製品納入、製パン事業者への原料乳供給などを行う。北海道乳業協会会員。
- 本社・工場 〒043-0000 北海道檜山郡江差町字檜岱172

## 沿革
- 昭和60年発行「創立30周年記念 日本乳業100年の歩み」（社）全国牛乳協会（現：（一社）日本乳業協会発行）に、おいて「小林ミルクプラント」と記載されている。